# Lista de prêmios e indicações recebidos por Rodrigo Faro
Esta é uma lista de prêmios e indicações recebidos pelo apresentador, ator, dançarino e cantor brasileiro Rodrigo Faro. Em 2008, assinou contrato com a RecordTV para apresentar o Ídolos e assumir o comando do O Melhor do Brasil. Em 2012, apresentou o reality show Fazenda de Verão. Em 2013, realizou seu sonho ao ter um programa aos domingos, mudando o nome de seu programa para Hora do Faro. Com O Melhor do Brasil, Rodrigo Faro venceu por seis vezes consecutivas oTroféu Imprensa na categoria Melhor Animador ou Apresentador de TV.

## Melhores do Ano NaTelinha
| Ano  | Categoria           | Nomeação               | Resultado | Ref.  |
| ---- | ------------------- | ---------------------- | --------- | ----- |
| 2011 | Melhor Apresentador | por O Melhor do Brasil | Indicado  | [ 6 ] |
| 2012 | Melhor Apresentador | por O Melhor do Brasil | Venceu    | [ 7 ] |
| 2013 | Melhor Apresentador | por O Melhor do Brasil | Indicado  | [ 8 ] |
| 2014 | Melhor Apresentador | por O Melhor do Brasil | Indicado  | [ 9 ] |

## Meus Prêmios Nick
| Ano  | Categoria          | Nomeação               | Resultado | Ref.   |
| ---- | ------------------ | ---------------------- | --------- | ------ |
| 2012 | Apresentador de TV | por O Melhor do Brasil | Venceu    | [ 10 ] |
| 2013 | Apresentador de TV | por O Melhor do Brasil | Indicado  |        |

## Prêmio Arte Qualidade Brasil
| Ano  | Categoria                                       | Nomeação               | Resultado | Ref.   |
| ---- | ----------------------------------------------- | ---------------------- | --------- | ------ |
| 2008 | Melhor Apresentador(a) de Programa de Auditório | por O Melhor do Brasil | Indicado  | [ 11 ] |
| 2008 | Melhor Apresentador(a) de Programa Musical      | por Ídolos             | Indicado  | [ 11 ] |
| 2009 | Melhor Apresentador(a) de Programa de Auditório | por O Melhor do Brasil | Indicado  | [ 11 ] |
| 2010 | Melhor Apresentador(a) de Programa de Auditório | por O Melhor do Brasil | Venceu    |        |
| 2011 | Melhor Apresentador(a) de Programa de Auditório | por O Melhor do Brasil | Indicado  | [ 12 ] |

## Prêmio Melhores da Revista na TV
| Ano  | Categoria           | Nomeação               | Resultado |
| ---- | ------------------- | ---------------------- | --------- |
| 2009 | Melhor Apresentador | por O Melhor do Brasil | Indicado  |
| 2010 | Melhor Apresentador | por O Melhor do Brasil | Indicado  |

## Prêmio Quem de Televisão
| Ano  | Categoria           | Nomeação               | Resultado |
| ---- | ------------------- | ---------------------- | --------- |
| 2010 | Melhor Apresentador | por O Melhor do Brasil | Indicado  |
| 2011 | Melhor Apresentador | por O Melhor do Brasil | Indicado  |
| 2012 | Melhor Apresentador | por O Melhor do Brasil | Indicado  |
| 2013 | Melhor Apresentador | por O Melhor do Brasil | Indicado  |
| 2014 | Melhor Apresentador | por O Melhor do Brasil | Indicado  |

## Prêmio Veja SP
| Ano  | Categoria          | Nomeação  | Resultado |
| ---- | ------------------ | --------- | --------- |
| 2010 | Paulistanos do Ano | Ele mesmo | Venceu    |

## Retrospectiva UOL
| Ano  | Categoria           | Nomeação               | Resultado | Ref.   |
| ---- | ------------------- | ---------------------- | --------- | ------ |
| 2013 | Melhor Apresentador | por O Melhor do Brasil | Indicado  | [ 13 ] |
| 2014 | Melhor Apresentador | por O Melhor do Brasil | Indicado  |        |

## Troféu APCA
| Ano  | Categoria               | Nomeação               | Resultado | Ref.   |
| ---- | ----------------------- | ---------------------- | --------- | ------ |
| 2010 | Televisão: Apresentador | por O Melhor do Brasil | Venceu    | [ 14 ] |

## Troféu Imprensa
| Ano  | Categoria                             | Nomeação           | Resultado | Ref.   |
| ---- | ------------------------------------- | ------------------ | --------- | ------ |
| 2010 | Melhor apresentador ou Animador de TV | O Melhor do Brasil | Venceu    | [ 15 ] |
| 2011 | Melhor apresentador ou Animador de TV | O Melhor do Brasil | Venceu    | [ 16 ] |
| 2012 | Melhor apresentador ou Animador de TV | O Melhor do Brasil | Venceu    | [ 17 ] |
| 2013 | Melhor apresentador ou Animador de TV | O Melhor do Brasil | Venceu    | [ 18 ] |
| 2014 | Melhor apresentador ou Animador de TV | O Melhor do Brasil | Venceu    |        |
| 2015 | Melhor apresentador ou Animador de TV | Hora do Faro       | Venceu    |        |
| 2016 | Melhor apresentador ou Animador de TV | Hora do Faro       | Indicado  | [ 19 ] |

## Troféu Internet
| Ano  | Categoria                             | Nomeação               | Resultado |
| ---- | ------------------------------------- | ---------------------- | --------- |
| 2009 | Melhor apresentador ou Animador de TV | por O Melhor do Brasil | Venceu    |
| 2010 | Melhor apresentador ou Animador de TV | por O Melhor do Brasil | Indicado  |
| 2011 | Melhor apresentador ou Animador de TV | por O Melhor do Brasil | Indicado  |
| 2012 | Melhor apresentador ou Animador de TV | por O Melhor do Brasil | Indicado  |
| 2013 | Melhor apresentador ou Animador de TV | por O Melhor do Brasil | Indicado  |
| 2014 | Melhor apresentador ou Animador de TV | por O Melhor do Brasil | Indicado  |
| 2015 | Melhor apresentador ou Animador de TV | por Hora do Faro       | Venceu    |